# Praščevac
Prašćevac je naseljeno mjesto u Republici Hrvatskoj u Zagrebačkoj županiji. 

## Zemljopis
Administrativno je u sastavu općine Farkaševac. Naselje se proteže na površini od 3,12 km².

## Stanovništvo
Prema popisu stanovništva iz 2001. godine u Prašćevcu žive 132 stanovnika i to u 39 kućanstava. Gustoća naseljenosti iznosi 42,31 st./km².
| broj stanovnika | 235   | 246   | 242   | 249   | 251   | 260   | 255   | 250   | 242   | 229   | 225   | 207   | 177   | 151   | 132   |
|                 | 1857. | 1869. | 1880. | 1890. | 1900. | 1910. | 1921. | 1931. | 1948. | 1953. | 1961. | 1971. | 1981. | 1991. | 2001. |